# Djupsjön (Sundsjö socken, Jämtland, 699854-148228)
Djupsjön är en sjö i Bräcke kommun och Ragunda kommun i Jämtland och ingår i Indalsälvens huvudavrinningsområde. Sjön har en area på 0,4 kvadratkilometer och ligger 352,9 meter över havet. Sjön avvattnas av vattendraget Djupsjöbäcken.

## Delavrinningsområde
Djupsjön ingår i det delavrinningsområde (699915-148172) som SMHI kallar för Mynnar i 699627-148039. Medelhöjden är 372 meter över havet och ytan är 9,09 kvadratkilometer. Det finns inga avrinningsområden uppströms utan avrinningsområdet är högsta punkten. Djupsjöbäcken som avvattnar avrinningsområdet har biflödesordning 4, vilket innebär att vattnet flödar genom totalt 4 vattendrag innan det når havet efter 215 kilometer. Avrinningsområdet består mestadels av skog (78 procent). Avrinningsområdet har 0,4 kvadratkilometer vattenytor vilket ger det en sjöprocent på 4,4 procent.